# Воєнізовані гірничорятувальні частини
Воєнізовані гірничорятувальні частини (ВГРЧ) (рос. военизированные горноспасательные части (ВГСЧ), англ. militarized mine rescue units; нім. Grubenwehren, Rettungstruppen, Wehren) — спеціалізовані формування, що створюються на гірничодобувних підприємствах для порятунку людей при аваріях і для попередження та ліквідації аварій.
Первинна оперативно-технічна одиниця ВГРЧ — відділення з 5-7 чол. (респіраторники, командир відділення, водій оперативного автомобіля); первинний оперативний підрозділ — гірничорятувальний взвод, який складається з трьох і більше відділень. Взводи, які обслуговують гірничодобувні підприємства, розташовані в одному адміністративному або географічному районі, об'єднуються у воєнізований гірничорятувальний загін.
Керівництво оперативно-технічною діяльністю гірничорятувальних загонів здійснюється штабом ВГРЧ гірничодобувного басейну, області або країни. Штаби ВГРЧ підпорядковані управлінню ВГРЧ галузі.
Діяльність ВГРЧ регламентується відповідними статутами, положеннями й інструкціями.
Особовий склад ВГРЧ комплектується з робітників та інженерно-технічних працівників шахт, що проробили на підземних роботах не менше двох років. ВГРЧ перебувають у постійній готовності до виїзду на аварію.